# Downton Abbey: The Grand Finale
Downton Abbey: The Grand Finale is de derde en definitief laatste film uit de Downton Abbey-reeks. De film is opgenomen in 2024 en komt in september 2025 in de bioscoop. De film is geschreven en geproduceerd door Julian Fellowes. Het is een vervolg op de gelijknamige televisieserie die tussen 2010 en 2015 werd uitgezonden, de eerste film uit 2019 en de tweede film uit 2022. De film werd opnieuw geregisseerd door Simon Curtis.

## Verhaal
De film speelt zich af in 1930. Uit de in juli 2025 gepubliceerde trailer blijkt dat Lady Mary (Michelle Dockery) in echtscheiding ligt van haar echtgenoot Henry Talbot. Een echtscheiding was destijds nog taboe, dus dit veroorzaakt een enorm schandaal, zowel voor haarzelf als voor de rest van de familie. Wanneer het publiek bekend wordt, worden de Crawleys, die op dat moment te gast zijn op een groot bal, door de gastvrouw (gespeeld door Joely Richardson) gevraagd onmiddellijk te vertrekken. Vervolgens haalt de echtscheiding de voorpagina's van de kranten. Verder is Harold Levinson (Paul Giamatti), de broer van Lady Cora, in financiële problemen geraakt, mogelijk door de beurskrach van 1929. Ook zien we de familie een bezoek brengen aan de paardenraces op Ascot.

## Rolverdeling
- Hugh Bonneville als Robert Crawley, 7e Graaf van Grantham
- Laura Carmichael als Edith Pelham, Markiezin van Hexham
- Jim Carter als Charles Carson, de gepensioneerde butler
- Raquel Cassidy als Phyllis Baxter, kamenierster van Lady Cora en echtgenote van Joseph Molesley
- Paul Copley als Albert Mason, pachtboer van Lord Grantham, schoonvader van Daisy Parker
- Brendan Coyle als John Bates, lakei van Lord Grantham en echtgenoot van Anna Bates
- Michelle Dockery als Lady Mary Talbot
- Kevin Doyle als Joseph Molesley, onderwijzer en echtgenoot van Phyllis Baxter
- Michael Fox als Andy Parker, de butler, en echtgenoot van Daisy Parker
- Joanne Froggatt als Anna Bates, kamenierster van lady Mary en echtgenote van John Bates
- Paul Giamatti als Harold Levinson, de broer van Lady Cora
- Fifi Hart als Sybbie Branson, dochter van Tom Branson en Sybil Branson-Crawley (overleden)
- Robert James-Collier als Thomas Barrow, kleder en partner van Guy Dexter
- Harry Hadden-Paton als Herbert "Bertie" Pelham, Markies van Hexham
- Allen Leech als Tom Branson
- Phyllis Logan als Elsie Carson, "Mrs. Hughes", hoofd van de huishouding op Downton Abbey
- Elizabeth McGovern als Cora Crawley, Gravin van Grantham
- Sophie McShera als Daisy Parker, assistent-kok en echtgenote van Andrew Parker
- Lesley Nicol als Beryl Patmore, kok
- Douglas Reith als Richard "Dickie" Grey, Lord Merton
- Dominic West als Guy Dexter, acteur en partner van Thomas Barrow
- Penelope Wilton als Isobel Grey, Lady Merton
- Simon Russell Beale als Sir Hector Moreland
- Arty Froushan als Noël Coward
- Alessandro Nivola als Gus Sambrook
- Joely Richardson als Lady Petersfield